# U Ursae Minoris
U Ursae Minoris är en pulserande variabel av Mira Ceti-typ i stjärnbilden Lilla björnen. 
Stjärnan har magnitud +7,1 och når i förmörkelsefasen ner till +13 med en period på 330,92 dygn.